# 桜井三男 (立川市長)
桜井 三男　(さくらい みつお　1905年〈明治38年〉6月4日 - 1967年〈昭和42年〉7月17日)は、東京都立川市長（3期）。

## 経歴
1905年、東京府北多摩郡立川村（立川町を経て、現在の東京都立川市）生まれ。1933年慶應義塾高等部卒。翌年南満州鉄道に入り、撫順炭鉱総務部に配属され、文書課長となる。
その後、帰国し、東京復興産業総務部長を経て、桜井電機(株)社長、立川市議会議員になり、同議長になる。
1959年の立川市長選挙に立候補し、市長に就任する。在任中に砂川町を合併した。また、交通安全に力を入れ、交通安全都市を宣言し、交通安全日の制定、交通相談所の開設などをした。
また、市内の公園やプールを完成させ、下水処理場の工事に着手した。
しかし、市長として3期目の1967年7月17日、病気で死去した。62歳。